# Kent Karlsson (motociclista)
Kent Karlsson   (p. dècada del 1960) és un antic pilot d'enduro suec que va guanyar un Campionat del món (el de 350cc 4T el 1991 amb Husaberg) i quatre de Suècia i va formar part de l'equip suec que va guanyar el Trofeu als Sis Dies Internacionals d'Enduro (ISDE) els anys 1990 i 1991. Actualment, Karlsson és el capità de la selecció sueca dels ISDE.